# Zdzierad
Zdzierad – staropolskie imię męskie, złożone z dwóch członów: Zdzie- ("uczynić, zdziałać, zrobić") i rad ("radosny, zadowolony"). Może oznaczać "ten, który czyni innych radosnym", albo "ten, który cieszy się tym, co uczynił".
Odpowiedniki w innych językach:
- staroczeski — Sderad[1]